# Anthony Delaplace
Anthony Delaplace (nascido em 11 de setembro de 1989, em Valognes) é um ciclista profissional francês, que atualmente compete para a equipe Bretagne-Séché Environnement.